# The Fable of the Fellow Who Had a Friend Who Knew a Girl Who Had a Friend
The Fable of the Fellow Who Had a Friend Who Knew a Girl Who Had a Friend è un cortometraggio muto del 1915. Il nome del regista non viene riportato.
Il soggetto è tratto da una storia di George Ade.

## Trama
Il signor Angora, un tipo alla mano, fu chiamato da un fratello di loggia che conosceva una ragazza che aveva un compagno di scuola in visita. Andarono a trovarla. La compagna di scuola si è rivelata un'incapace e quando Mr. Angora ha voluto parlare di baseball, lei si è arrabbiata. Preferiva l'arte e la letteratura. Sulla strada di casa, Angora fu sul punto di commettere un omicidio, ma decise di non farlo. Qualche tempo dopo il signor Fyxit aveva un altro amico che aveva un amico. Andarono in un caffè dove il cameriere diede una mancia per chiamarlo al telefono. Dopo un'ora di assenza, decisero che non sarebbe tornato, così il signor Fyxit pagò il conto. Il signor Angora aveva scovato una meravigliosa ragazza che aveva un amico. Insistettero per andare alla pista di pattinaggio. Angora non era un granché come pattinatore, ma non era ferito a morte, solo messo ko. Aveva perso la fiducia nel genere umano.

## Produzione
Il film fu prodotto dalla Essanay Film Manufacturing Company.

## Distribuzione
Distribuito dalla General Film Company, il film - un cortometraggio di una bobina - uscì nelle sale cinematografiche USA il 13 gennaio 1915.